# Салари
Салари (сал.Salır; кин: 撒拉族) су етничка мањина Кине, углавном говоре на саларском језику, који је туркијски језик, а у све већој мери употребљавају и кинески језик. 
По последњем попису становништа у Кини 2010. године, пописано је 130.610 особа које се изјашњавају као Салари. Овај народ углавном живи у граничном подручју покрајина Ћингхај и Гансу, са обе стране реке Хуангхе (Жута река). Пре свега у окрузима покрајине Ћингхај Сјунхуа-Саларском аутономном округу и Хуалонг-Хујском аутономном округу, као и у Ђишишан-Бонанско-Дунсјанско-Саларском аутономном округу покрајине Гансу. Присутни су и у покрајинама Хенан, Шанси и Синкјанг.
Салари се углавном баве пољопривредом, изузетно су патријахално друштво и претежно муслиманске вероисповести.

## Историја

#### Саларска теорија о пореклу
Према саларским предањима и кинеским хроникама, Салари су потомци огуског племена Салур. У време владавине династије Танг, салурско племе је насељено унутар граница Кине и од тад живи на граници покрајина Ћингхај и Гансу.

#### Династија Минг
Вође народа Салара добровољно су капитулирали пред династијом Минг око 1370. године. Династија Минг им је дала значајну аутономију (самоуправу), имали су контролу над прикупљањем пореза, над војском и судовима. Династије Минг и Ћинг често су мобилисале Саларе у своје војске.

## Култура
Салари су предузимљиви људи, који раде у разним гранама индустрије и привреде уопште. Највећи део становништа се бави пољопривредом и хортикултуром. Они углавном гаје чили, бибер, као и просо, пшеницу и јечам, који су саставни део њихове културе.
Типична одећа Салара је врло слична другим муслиманским народима у региону. Мушкарци су обично дугих брада и обучени у беле кошуље, са белим или црним капама. Традиционална одећа за мушкарце су јакне и хаљине. Младе неудате жене носе кинеску одећу сјајних боја, док удате жене носе традиционални вео беле или црне боје.
 Према саларској традицији, женама је забрањено да се школују.
 Салари имају свој музички инструмент Коукан, који се производи од бакра или сребра.